# Вовчатичі
Вовча́тичі — село в Україні, у Стрийському районі Львівської області. Населення становить 1085 осіб. Орган місцевого самоврядування - Ходорівська міська рада.

## Історія
Перша згадка про село у грамоті 29 червня 1394 р. Село згадується 4 квітня 1458 р.
У податковому реєстрі 1515 року в селі документується 2 1/4 лану (близько 58 га) оброблюваної землі.

## Населення

### Мова
Розподіл населення за рідною мовою за даними перепису 2001 року:
| Мова       | Відсоток |
| ---------- | -------- |
| українська | 100 %    |

## Політика

### Парламентські вибори, 2019
На позачергових парламентських виборах 2019 року у селі функціонувала окрема виборча дільниця № 460348, розташована у приміщенні школи.
Результати
- зареєстровано 756 виборців, явка 50,13 %, найбільше голосів віддано за «Слугу народу» і «Голос» — по 19,26 %, за «Європейську Солідарність» — 16,09 %.[6] В одномандатному окрузі найбільше голосів отримав Андрій Кіт (самовисування) — 56,20 %, за Андрія Гергерта (Всеукраїнське об'єднання «Свобода») — 13,19 %, за Володимира Наконечного (Слуга народу) — 10,03 %[7].

## Відомі уродженці
- Наконечний Михайло Олексійович (1931) — український радянський діяч, машиніст крокуючого екскаватора, новатор виробництва. Депутат Верховної Ради УРСР 5—6-го скликань. Герой Соціалістичної Праці (20.04.1971).